# Áreas protegidas en Gales

Mapa de los parques nacionales y AONBs en Gales

Muchas zonas de Gales son áreas protegidas, de acuerdo con una serie de designaciones. Incluyen tres parques nacionales y cinco áreas de belleza natural excepcional.

## Parques nacionales

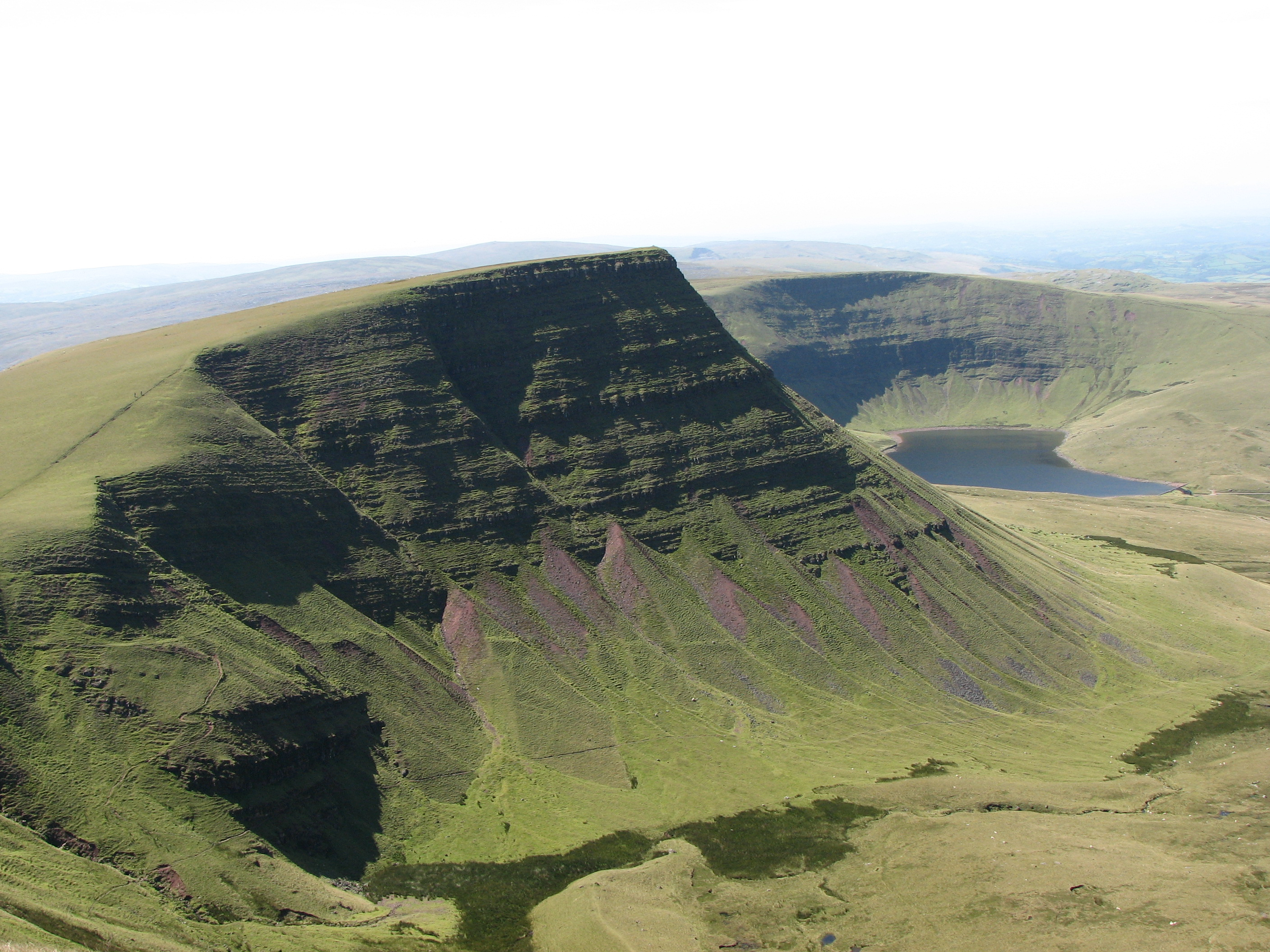
Llyn y Fan Fach en Brecon Beacons, uno de los tres parques nacionales de Gales

Gales tiene tres parques nacionales.
El parque nacional de Snowdonia (en galés: Parc Cenedlaethol Eryri) se estableció en 1951 como el tercer parque nacional en Gran Bretaña, siguiendo al Peak District y al Lake District. Cubre 827 millas cuadradas (2,140 km²) y tiene 37 millas (60 km) de costa.
El parque nacional de la costa de Pembrokeshire (Parc Cenedlaethol Arfordir Penfro) es un parque nacional a lo largo de la costa de Pembrokeshire en el oeste de Gales. Fue establecido como parque nacional en 1952 y es el único en el Reino Unido que ha sido designado principalmente debido a su espectacular costa. Cubre un área de 629 kilómetros cuadrados (243 millas cuadradas)
El parque nacional Brecon Beacons (Parc Cenedlaethol Bannau Brycheiniog), fundado en 1957, que se extiende desde Llandeilo en el oeste hasta Hay-on-Wye en el este, abarcando 1.344 kilómetros cuadrados (519 millas cuadradas) y comprendiendo cuatro regiones principales: Black Mountain en el oeste, Fforest Fawr y Brecon Beacons en el centro y Black Mountains al este.

## Áreas de Belleza Natural Excepcional

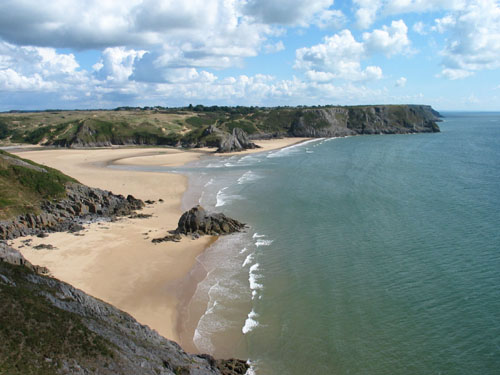
Three Cliffs Bay y Tor Bay en la península de Gower, la primera zona de belleza natural excepcional designada en el Reino Unido

Se han designado cinco áreas de excepcional belleza natural (AONB) en Gales, una de las cuales, Wye Valley AONB, se extiende a ambos lados de la frontera anglo-galesa
La península de Gower (Penrhyn Gŵyr) es una península en la costa suroeste de Gales, en el lado norte del canal de Bristol, en el suroeste del condado histórico de Glamorgan. Llamada coloquialmente "el Gower", esta fue la primera área en el Reino Unido designada como AONB, en 1956, y cubre 188 kilómetros cuadrados (73 millas cuadradas)
La Península de Llŷn (Penrhyn Llŷn o Pen Llŷn) se extiende 30 millas (48 km) hacia el mar de Irlanda desde el noroeste de Gales, al suroeste de la isla de Anglesey. Gran parte de la costa y las ex colinas volcánicas forman parte del AONB de Llŷn, lo que confirma que la península es una de las zonas más importantes científicamente tanto en Gales como en Gran Bretaña. La AONB fue creada en 1956, y cubre 155 kilómetros cuadrados (60 millas cuadradas).
Anglesey(Ynys Môn) fue designada AONB en 1966, con el fin de proteger el atractivo estético y la variedad del paisaje costero y los hábitats de la isla de un desarrollo inadecuado. La AONB cubre la mayor parte de las 125 millas (201 km) de costa de Anglesey, así como las áreas del interior, como Holyhead Mountain y Mynydd Bodafon. La AONB abarca alrededor de 221 kilómetros cuadrados (85 millas cuadradas), alrededor de un tercio del condado, por lo que es la AONB más grande de Gales.
La AONB de Wye Valley, designada en 1971, es un paisaje protegido de importancia internacional que se extiende a ambos lados de la frontera entre Inglaterra y Gales. Es una de las áreas paisajísticas más espectaculares y pintorescas del sur de Gran Bretaña. El río Wye (Afon Gŵy) es el quinto río más largo del Reino Unido. La parte superior del río pasa por los asentamientos de Rhayader, Builth Wells y Hay-on-Wye, pero el área designada como AONB rodea solo el tramo de 58 millas más abajo, desde el sur de la ciudad de Hereford hasta Chepstow.
La cordillera de Clwydian y Dee Valley (Bryniau Clwyd a Dyffryn Dyfrwdwy) es una serie de colinas y montañas en el noreste de Gales que va desde Llandegla en el sur hasta Prestatyn en el norte, siendo el punto más alto  el popular Moel Famau. Fue designada como AONB en 1985. La AONB de las montañas de Clwydian se amplió en 2011 para incluir las colinas situadas alrededor de Llangollen, incluida la escarpadura Eglwyseg y la montaña Llantysilio, y tiene una extensión de 389 km².

## Costas de patrimonio

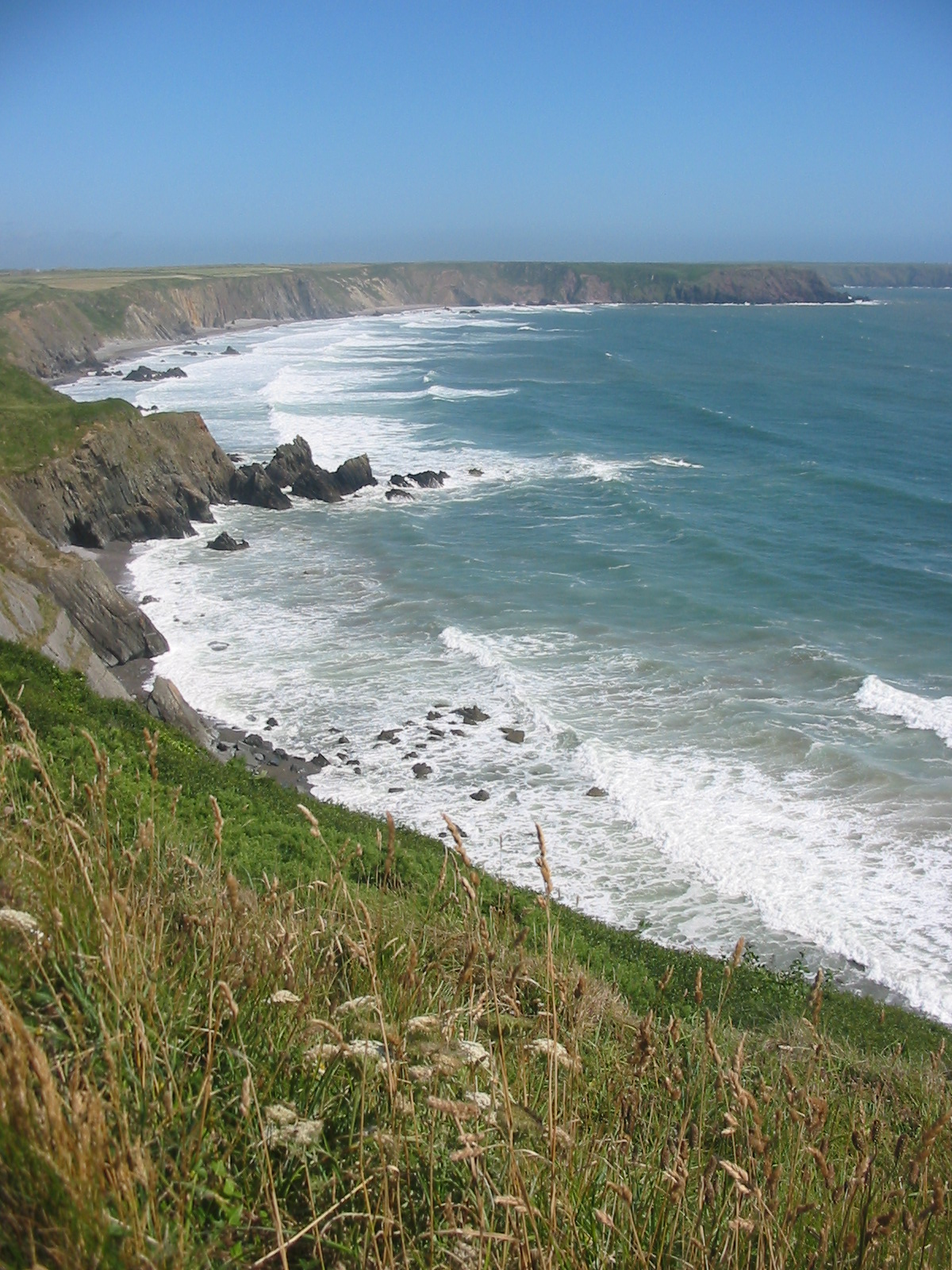
Península de Marloes Heritage Coast, vista desde el camino de la costa de Pembrokeshire

Hay catorce tramos de costas de patrimonio en Gales. Son "tramos de costa sobresalientes en Inglaterra y Gales y que no han sido alteradas por el desarrollo", que no están protegidos por la ley (excepto cuando están incluidos en otras áreas protegidas), pero las autoridades de planificación los tienen en especial consideración. Son:
- Costa de patrimonio de Glamorgan – 22.5 kilómetros (14.0 mi)[11]
- Costa de patrimonio de Great Orme
- Costa de patrimonio de Gower
- Costa de patrimonio de North Anglesey – 28.6 kilómetros (17.8 mi)
- Costa de patrimonio de Holyhead Mountain  en Anglesey – 12.9 kilómetros (8.0 mi)
- Costa de patrimonio de Aberffraw Bay en Anglesey – 7.7 kilómetros (4.8 mi)
- Costa de patrimonio de Llŷn
- Costa de patrimonio del Sur de Pembrokeshire
- Costa de patrimonio de Marloes y Dale en Pembrokeshire
- Costa de patrimonio de St Brides Bay en Pembrokeshire
- Costa de patrimonio de St Davids Península en Pembrokeshire
- Costa de patrimonio de Dinas Head en Pembrokeshire
- Costa de patrimonio de St Dogmaels & Molygrove en Pembrokeshire
- Costa de patrimonio de Ceredigion– 35 kilómetros (22 mi)[12]

## Sitios de Interés Científico Especial
Un Sitio de Especial Interés Científico (SSSI) es una declaración de conservación que designa un área protegida en el Reino Unido. Los SSSI son el componente básico de la legislación de conservación de la naturaleza basada en sitios y la mayoría de las demás designaciones legales de conservación de Gran Bretaña se basa en ellas, incluidas las reservas naturales nacionales, los sitios Ramsar, las Áreas de especial protección y las Áreas especiales de conservación. Los sitios declarados como de interés biológico se conocen como Biological SSSIs, y los notificados por interés geológico o fisiográfico como Geological SSSIs. Muchos SSSI son declarados tanto por interés biológico como geológico.

## Áreas especiales de conservación

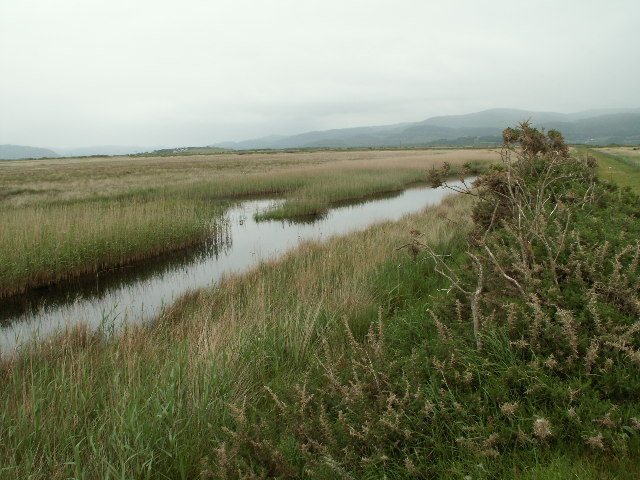
Borth Bog (Cors Fochno) es un área especial de conservación cerca de Borth, Ceredigion.

Un Área Especial de Conservación (SAC) se define en la Directiva de Hábitats de la Unión Europea (92/43 / EEC), también conocida como la Directiva sobre la Conservación de Hábitats Naturales y de Fauna y Flora Silvestre. Protege los 220 hábitats y aproximadamente 1000 especies enumeradas en los anexos I y II de la directiva que se consideran de interés europeo siguiendo los criterios establecidos en la directiva. Deben ser elegidos de los Sitios de Importancia Comunitaria por los Estados miembros y el SAC debe ser declarado mediante una ley que garantice las medidas de conservación del hábitat natural.

## Áreas de Protección especial
Un Área de Protección Especial (SPA) es una designación bajo la Directiva de la Unión Europea sobre la Conservación de Aves Silvestres. En virtud de la directiva, los Estados miembros de la Unión Europea (UE) tienen el deber de salvaguardar los hábitats de las aves migratorias y ciertas aves especialmente amenazadas. Junto con  las Áreas Especiales de Conservación (SAC), las SPA forman una red de sitios protegidos en toda la UE, llamada Natura 2000. Cada SPA tiene un código de la UE, por ejemplo Burry Inlet SPA tiene el código UK9015011.

## Monumentos antiguos catalogados

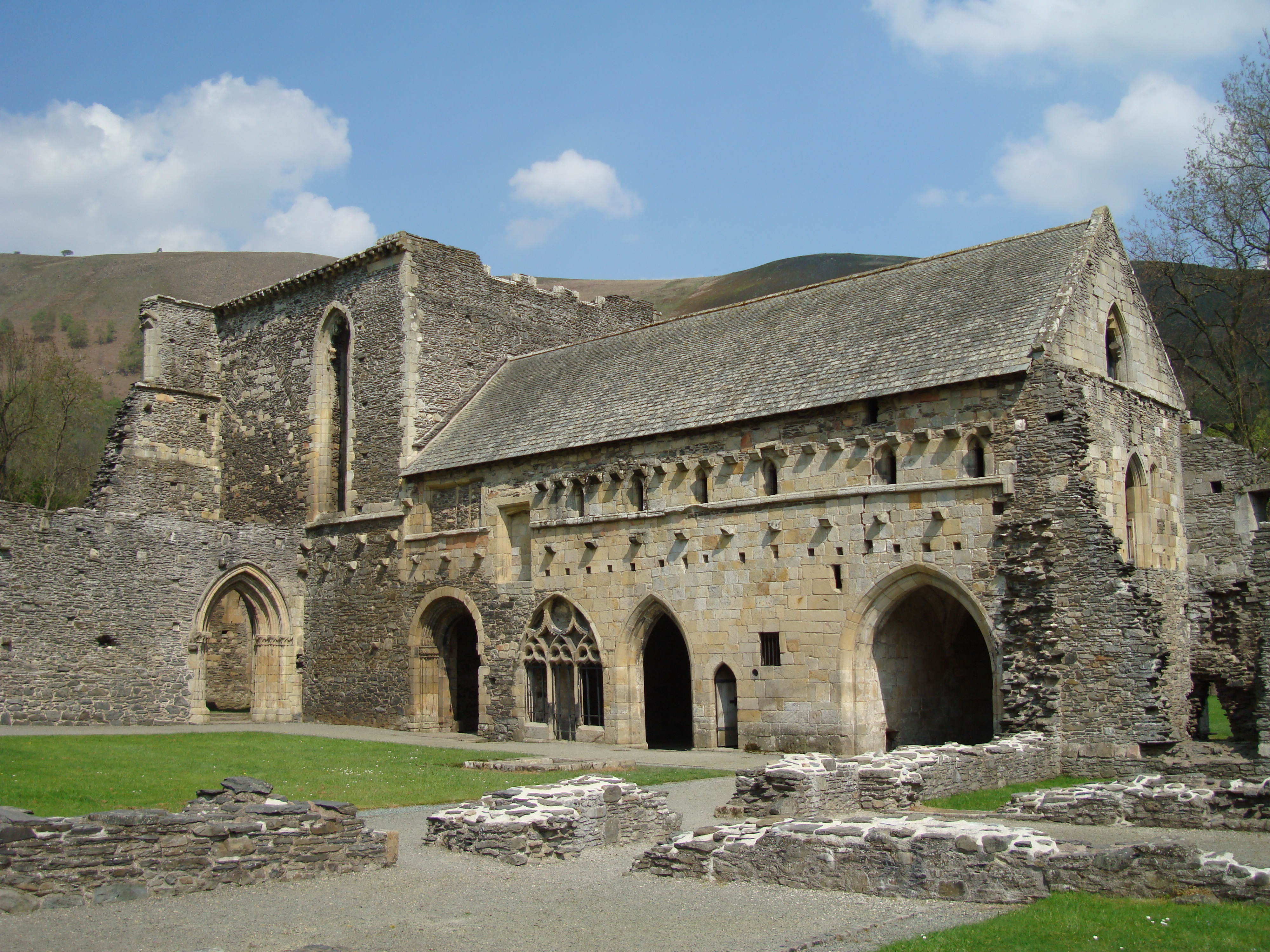
La abadía de Valle Crucis es uno de los monumentos catalogados por el Cadw.

Los monumentos catalogados en Gales están bajo el cuidado de Cadw, el servicio ambiental histórico del Gobierno de la Asamblea de Gales.

## Reservas naturales locales
Las reservas naturales locales (LNR) tienen su origen en las recomendaciones del Wildlife Conservation Special Committee (Conservación de la naturaleza en Inglaterra y Gales, Command 7122, 1947) que estableció el marco para la conservación de la naturaleza en el Reino Unido y sugirió un conjunto nacional de áreas protegidas que comprenden reservas naturales nacionales, áreas de conservación (que incorporan sugerencias para Sitios de Especial Interés Científico), parques nacionales, monumentos geológicos, reservas naturales locales y reservas naturales educativas locales. Ahora hay 73 LNR en Gales, que cubren 55,6 kilómetros cuadrados (21,5 millas cuadradas).